# کالدس د منتبوی
کالدس د منتبوی (به اسپانیایی: Caldes de Montbui) یک شهرستان در اسپانیا است که در استان بارسلون واقع شده‌است.

## خصوصیات
کالدس د منتبوی ۳۷٫۹۴ کیلومترمربع مساحت و ۱۶٬۱۵۹ نفر جمعیت دارد و ۲۰۳ متر بالاتر از سطح دریا واقع شده‌است.